# Villa Mercedes
Villa Mercedes en Argentine, est la seconde ville en importance de la province de San Luis. Elle est située sur les rives du Río Quinto et au croisement des routes nationales RN 7 et RN 8, à une altitude de 512 mètres.
Elle est le chef-lieu du département de General Pedernera.
À partir de l'activité agricole à base d'élevage, d'importants frigorifiques s'installèrent dans la ville, suivis bientôt d'une série d'autres établissements industriels.
Villa Mercedes est ainsi devenue une importante ville industrielle qui fournit ses produits dans toute la région de Cuyo, ainsi qu'à l'exportation.
La ville est située dans les contreforts méridionaux de la Sierra de Comechingones, connus sous le nom de Sierra del Yulto.

## Population
La ville comptait 96 781 habitants en 2001, ce qui représentait un accroissement de 25,6 % par rapport aux 77 077 habitants recensés en 1991. Elle est de ce fait la deuxième ville de la province et la 30e du pays.

## Histoire
Le poste commercial Las Pulgas (vers 1700) devient en 1752 une petite agglomération protégée par un fortin, sur une ligne de fortins dans la pampa pour contrer les attaques des Mapuches Ranquels.
En 1824, ce poste est habité par le cardinal Giovanni María Mastai Ferretti, plus tard nommé pape Pie IX, et en 1833 par Charles Darwin lors ses voyages à travers le Cône Sud.
Le Fortín Constitucional (1856) devient Río Quinto, et enfin Villa Mercedes en 1861.

## Personnalités
- Leonardo Balerdi (né en 1999), footballeur international argentin.

## Galerie

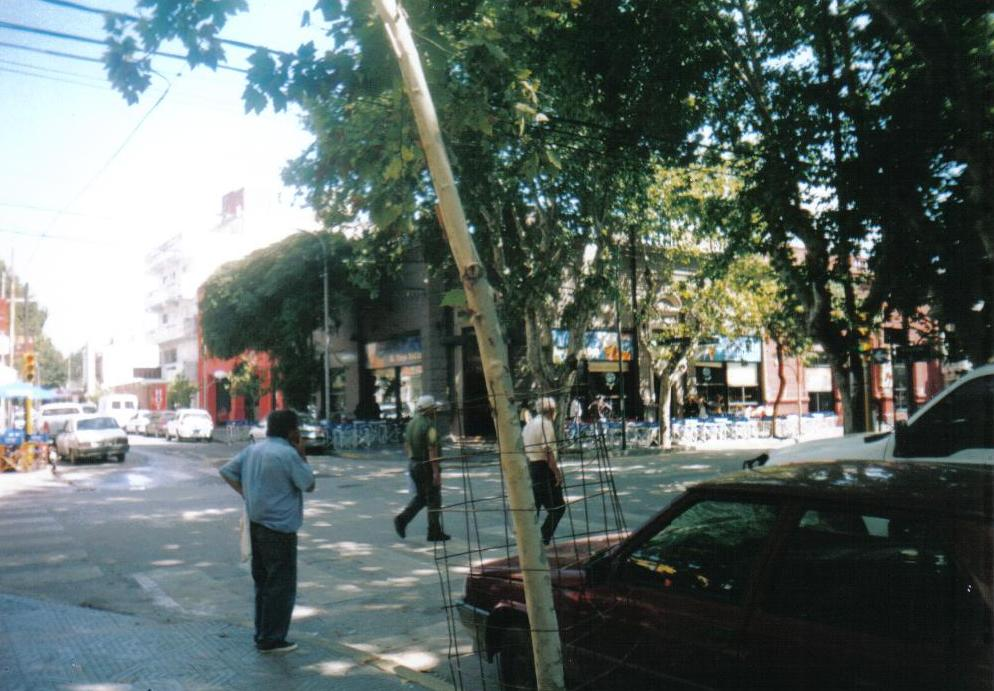
Restaurants au centre de la ville
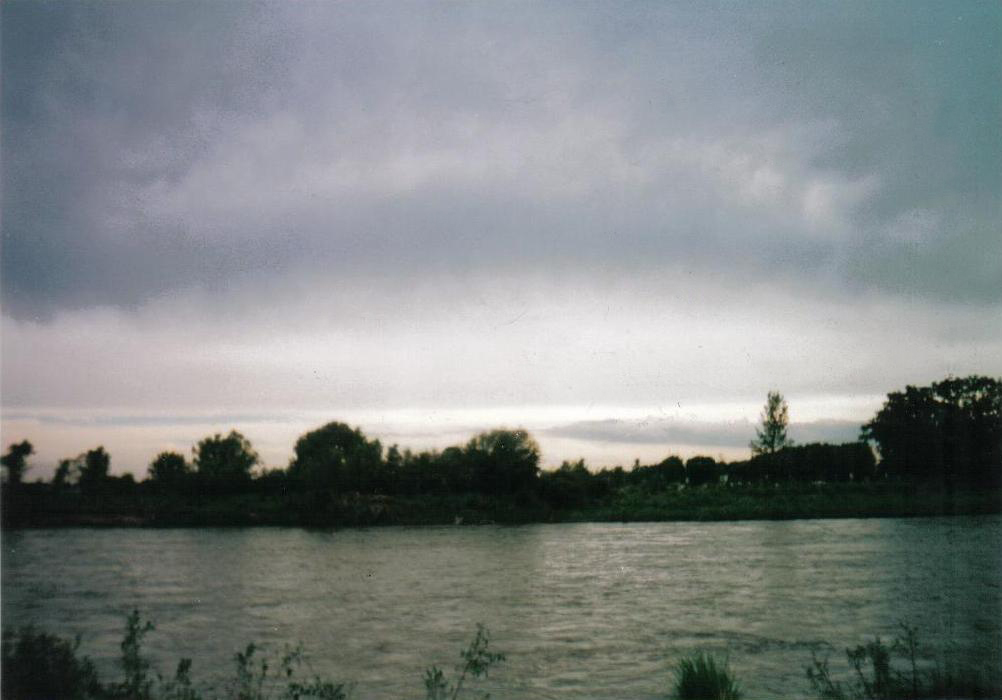
Le río Quinto à son passage par la ville au mois de février